# Donja Glina
Donja Glina is een plaats in de gemeente Slunj in de Kroatische provincie Karlovac. De plaats telt 39 inwoners (2001).